# Boue de curage

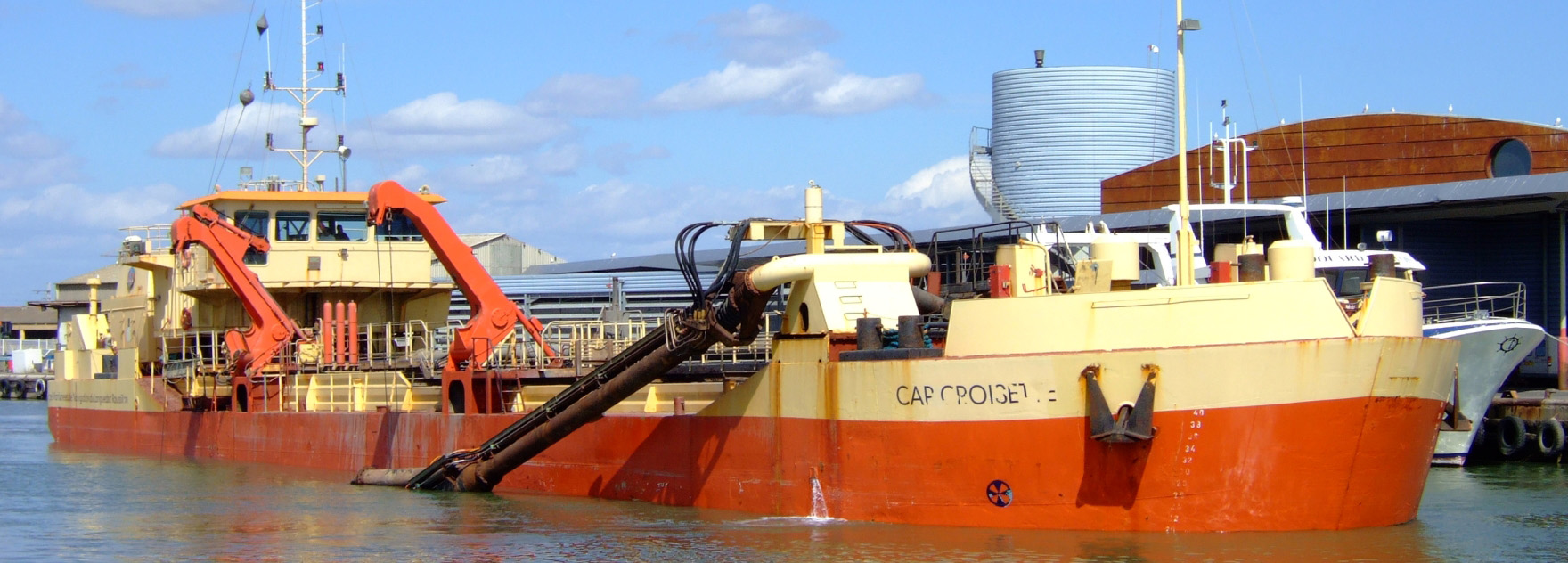
Avec l'augmentation de la turbidité et du gabarit des péniches, les curages parfois répétés sont sources de boues qu'il faut exporter ou traiter.

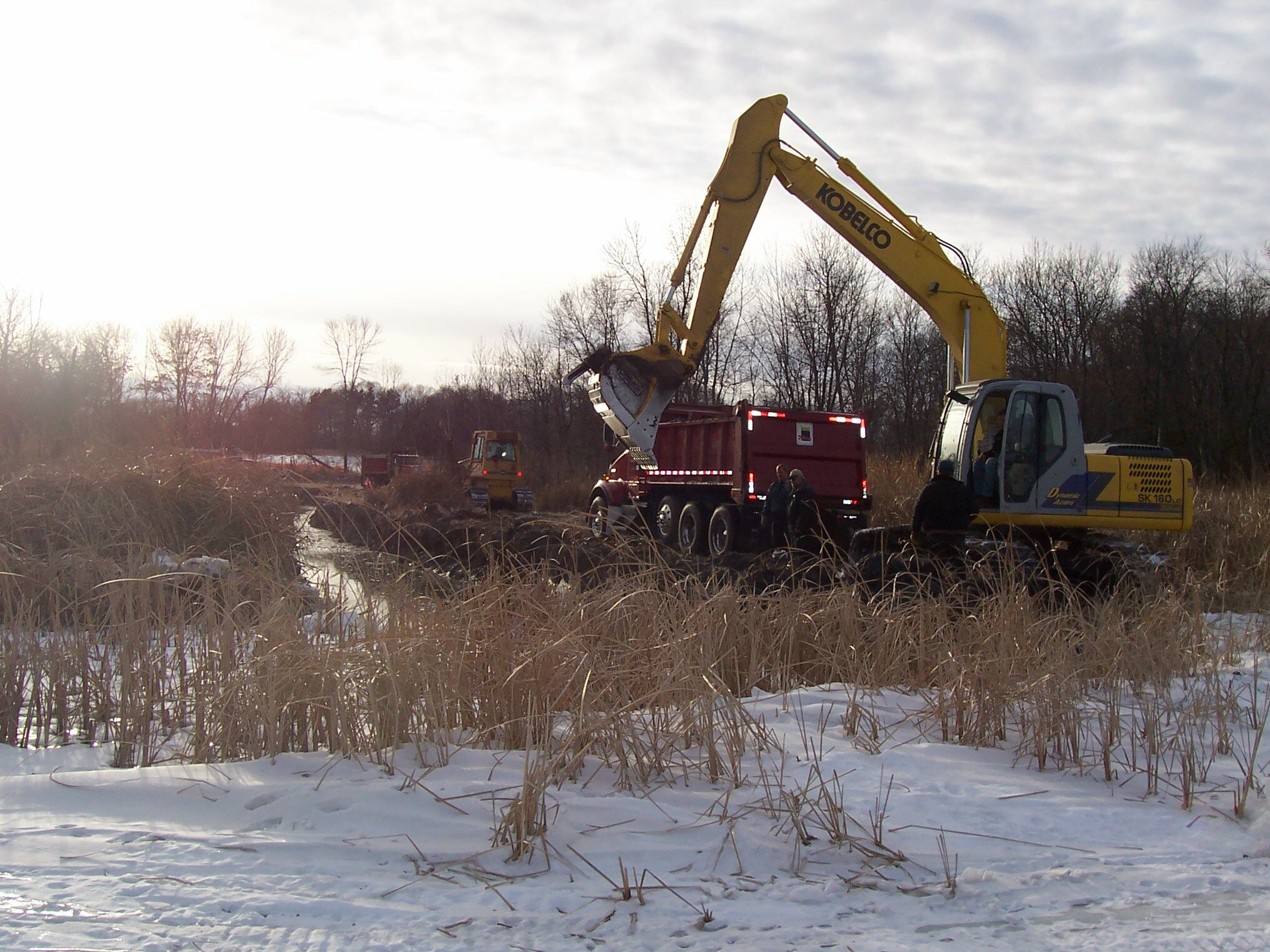
En cas de pollution suspectée, l'analyse et la traçabilité des boues devraient être systématiques.

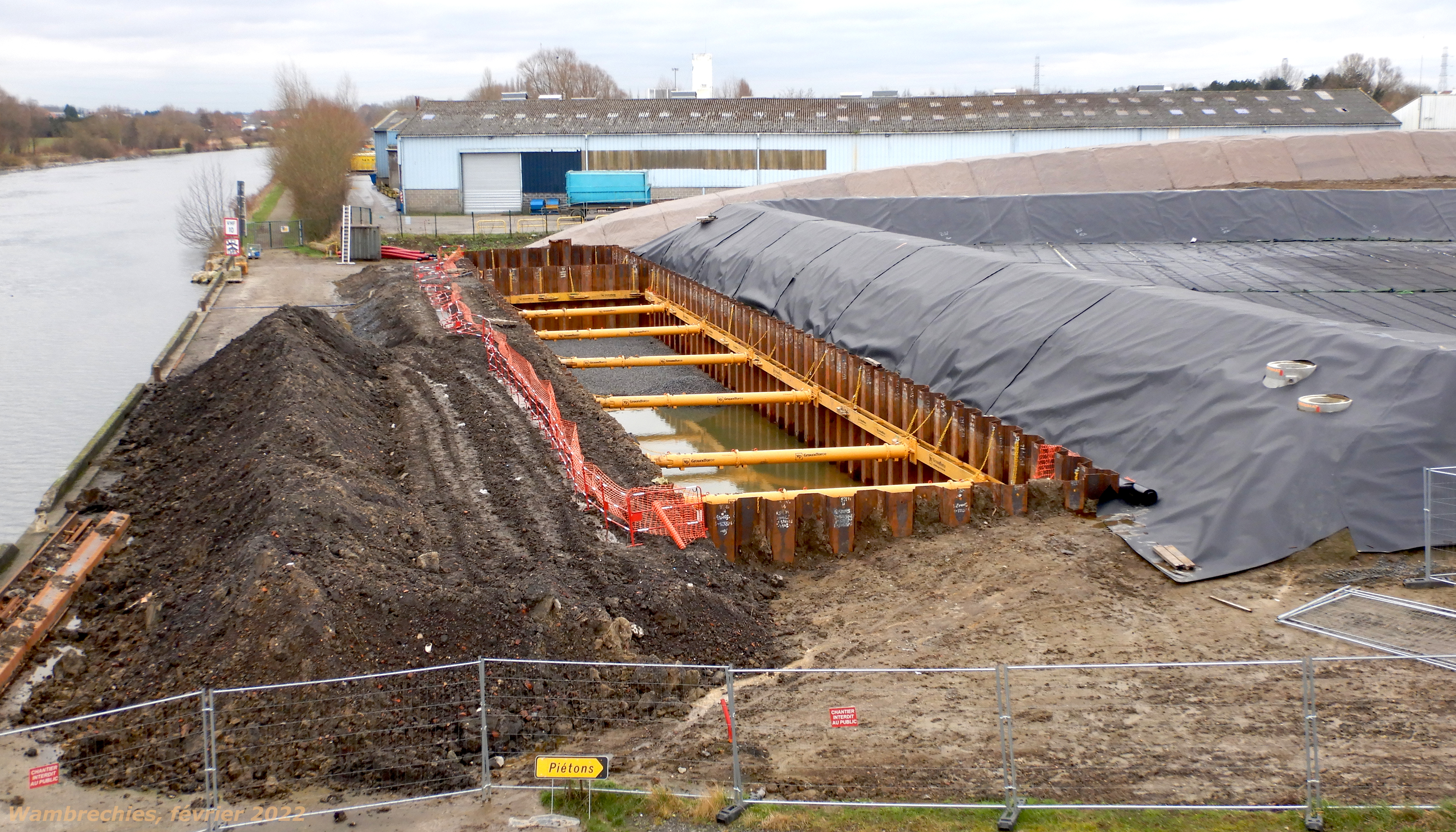
Réalisation d’une zone étanche de dépôt transitoire de sédiments de curage de la Deûle canabilisée, pour Voies navigables de France (VNF), à Wambrechies, en aval de Lille (février 2022).

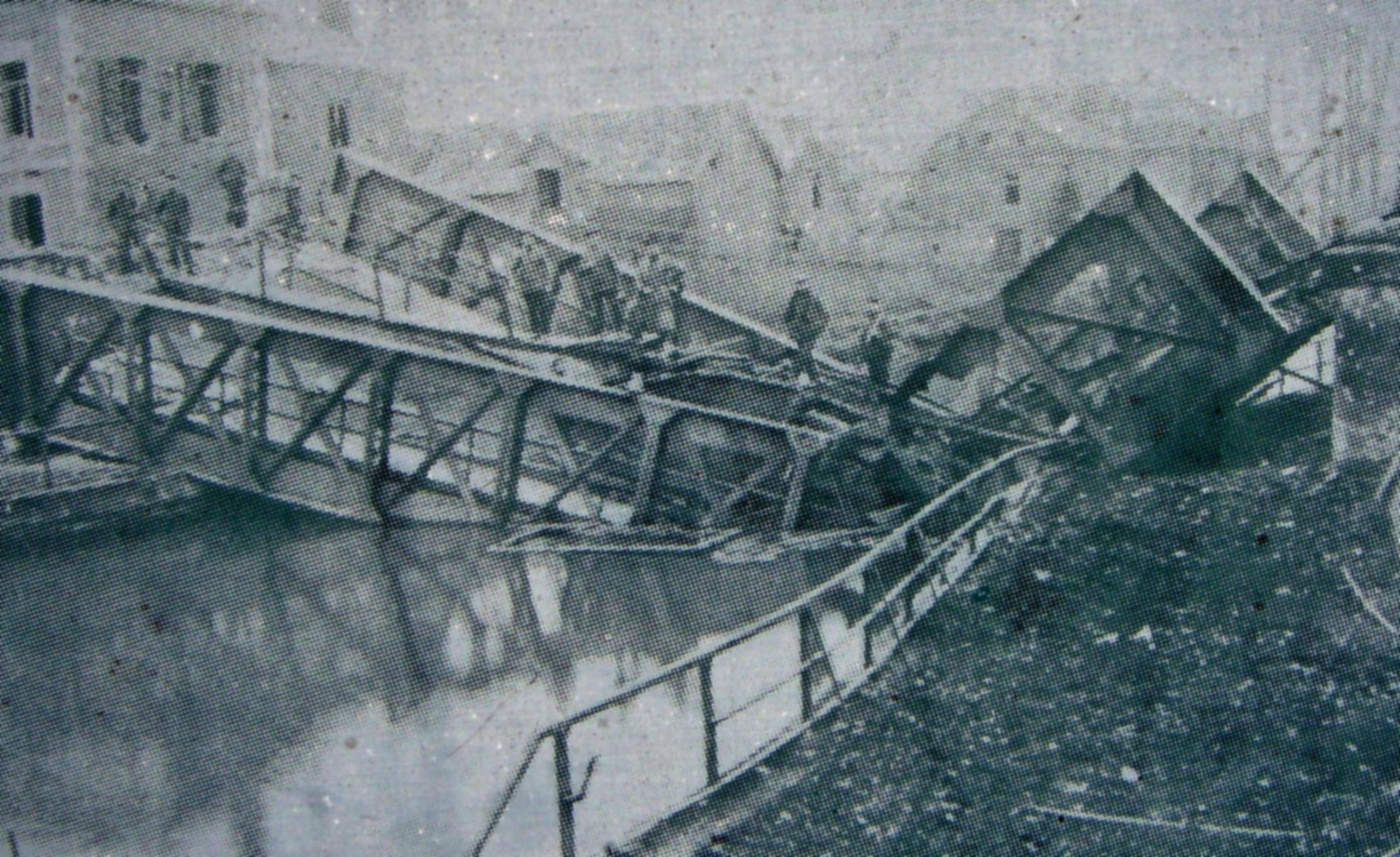
Dans les zones de guerre, les boues de curage peuvent contenir des obus non explosés, au contenu toxique.

Les boues de curage (ou de dragage) sont le produit de l'entretien des canaux ou des chenaux estuariens ou portuaires.
Après le curage, par une drague, ou par suçage, ces boues sont généralement disposées sur des terrains de dépôt où elles sècheront lentement. Elles sont encore aussi parfois rejetées en mer quand elles proviennent d'estuaires ou de zones proches de la mer, non sans impacts sur l'environnement.
L'expression boue de curage peut aussi désigner les boues issues du curage des égouts ou fosses septiques. Ces dernières sont généralement plus polluées et plus à risques concernant les micro-organismes.

## Problèmes environnementaux des boues de dragages
Les boues de dragages (en anglais : dredgings) étaient autrefois des engrais de grande qualité (les fameux limons du Nil).
Elles sont normalement constituées de matériaux sédimentés issus de l'érosion, mais aujourd'hui, en aval des zones rurales et dans ces zones, elles contiennent aussi des excès de nutriments (naturels ou perdus par l'agriculture), ainsi que généralement des pesticides ainsi que d'autres polluants provenant du lessivage de l'air par la pluie, du lessivage des sols et de l'insuffisante épuration des eaux domestiques ou industrielles.
Le processus de sédimentation a souvent piégé dans ces boues des polluants non-biodégradables, non dégradables (métaux lourds, radionucléides) ou à longue durée de vie. Elles peuvent aussi contenir des microbes ou organismes invasifs. Certains microbes (bactéries) peuvent rendre certains métaux lourds plus toxiques et plus mobiles et biodisponibles par exemple en les méthylant (ex. : méthylmercure). Une fois régalés sur les sols, ou mis en tas, ces boues peuvent produire des néosols (ou anthroposols) toxiques.
Séquelles de guerre : Dans les zones ayant subi une ou plusieurs guerres et en particulier dans la zone rouge de la Première Guerre mondiale, les canaux ont été des cibles importantes des belligérants et en particulier les zones de pont (routier ou de voies ferrées), estuaire, ports fluviaux, zones industrielles, portuaires ou militaires, gares d'eau, etc. Ce qui explique qu'on peut y trouver des munitions immergées ou non explosées en quantité importantes (en 14-18, dans les zones humides et vases, jusqu'à 8 obus sur 10 n'explosaient pas, mais ils peuvent être profondément enfouis dans les sédiments. Ces munitions finiront par fuir en libérant leurs toxiques.